# Șaibivka, Berejanî
Șaibivka (în ucraineană Шайбівка) este un sat în comuna Naraiv din raionul Berejanî, regiunea Ternopil, Ucraina.

## Demografie
Componența lingvistică a localității Șaibivka
     Ucraineană (100%)
Conform recensământului din 2001, toată populația localității Șaibivka era vorbitoare de ucraineană (100%).